# Kelseyville

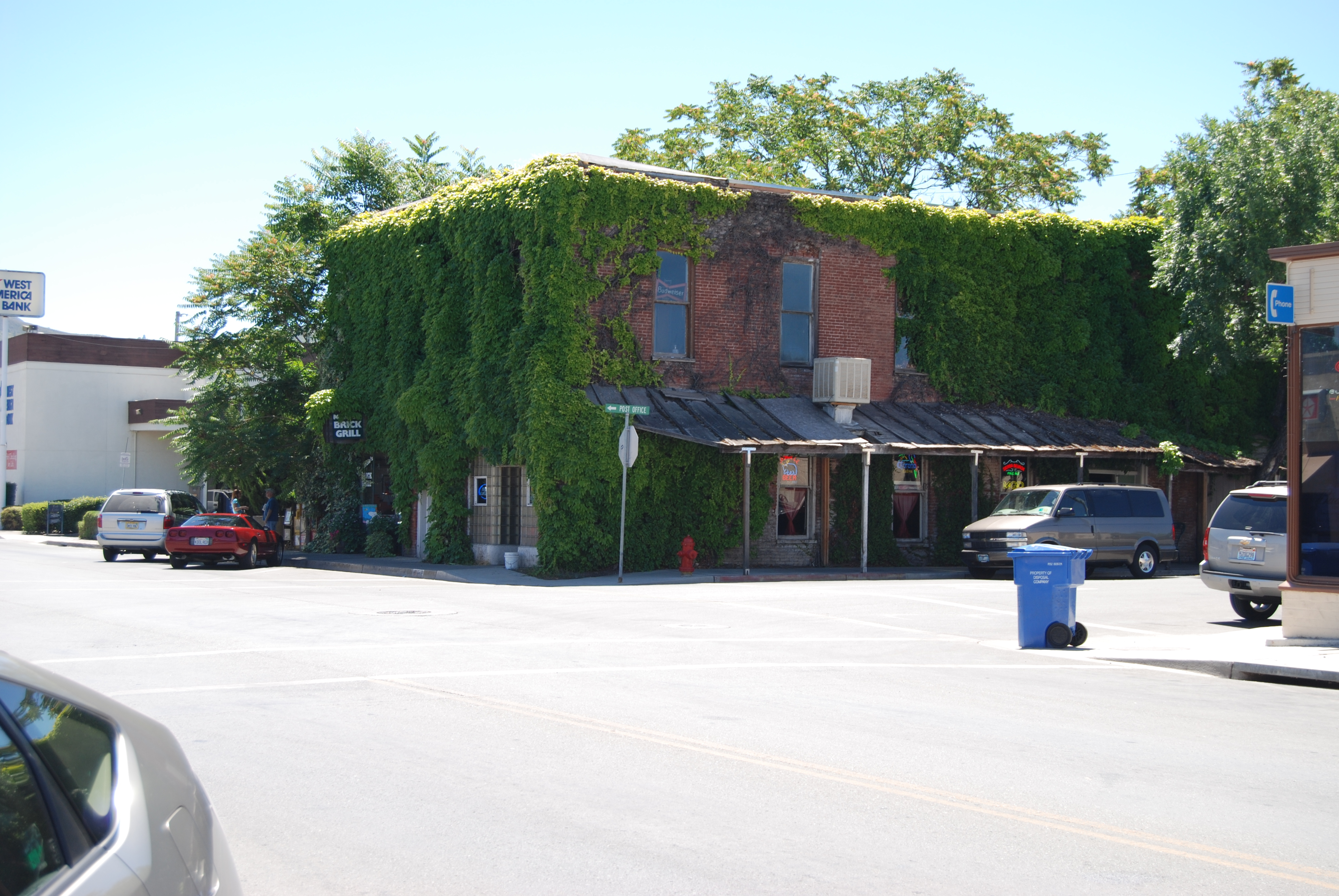
La Brick House, sur la rue principale de Kelseyville.

Kelseyville est une localité non incorporée du comté de Lake, en Californie. Au recensement de 2000, elle comptait 2 928 habitants.

## Géographie
Kelseyville est située au sud de Clear Lake. La localité est concentrée à l'ouest du mont Konocti, un volcan endormi dominant la géographie du comté. Elle inclut également les quartiers de Soda Bay et Riviera Heights, sur le flanc nord de la montagne. Sa superficie est de 8,4 km² d'après le Bureau de recensement des États-Unis. Le centre de la localité se regroupe autour de la rivière Kelsey Creek.
La localité est traversée par la route californienne 29 et la route californienne 175 qui suivent le même tracé entre Lakeport et le sud de Kelseyville, ainsi que par la route californienne 281 qui suit sur quelques kilomètres le tracé de Soda Bay Road le long de la rive sud de Clear Lake.

## Histoire
Kelseyville, dont le site est à l'origine appelé Xabenapo par les Amérindiens locaux, doit son nom à Andrew Kelsey, qui à l'automne de 1847 achète avec Charles Stone l'exploitation d'élevage de Salvador Vallejo, qui avait reçu ses terres de la couronne espagnole. Les deux hommes font usage de la main-d'œuvre gratuite fournie par les Amérindiens Pomos. En 1849 Kelsey emmène une cinquantaine d'entre eux pour travailler dans une mine d'or, mais seulement un ou deux d'entre eux reviennent vivant, aggravant le ressentiment nourri par la population autochtone vis-à-vis de leur propriétaire. Lorsque Kelsey porte son attention sur la jeune épouse d'un chef Pomo, cinq d'entre eux lancent une expédition punitive contre les deux hommes et les tuent (la maison d'adobe de Kelsey, aujourd'hui disparue, est commémorée près d'un pont enjambant Kelsey Creek par une plaque recensant l'endroit comme un lieu historique de Californie). Le gouvernement américain riposte en 1850 en envoyant une compagnie de l'US Army, menée par le capitaine Nathaniel Lyon, et entre 75 et 200 indigènes sont massacrés sur une île, aujourd'hui une colline près de la localité actuelle de Nice, lors d'un épisode connu sous le nom de Bloody Island Massacre.
Le mont Konocti est baptisé par les soldats Uncle Sam, et à partir de 1854, lorsqu'arrivèrent de nouveaux pionniers, la localité prend ce nom. Des commerces s'établissent en 1857, et un bureau de poste l'année suivante. Au cours de cette période, l'endroit est désigné de diverses façons par ses habitants : parfois Konocti (d'après le nom de la montagne voisine), mais plus souvent Kelsey Creek, ou tout simplement Kelsey. C'est en 1882 que la localité est officiellement baptisée Kelseyville. À ce jour, ce nom reste sujet à polémique chez certains militants amérindiens du comté, menés par Clayton Duncan. Ayant obtenu en 2004 le changement de nom des équipes sportives de Kelseyville High School, jusqu'alors appelés les Kelseyville Indians (depuis rebaptisés Kelseyville Knights), ils voudraient voir la localité renommée, estimant que son nom honore un criminel qu'ils accusent d'esclavage, viol et pédophilie. Un vote sur un renommage fut discuté en 2008, mais la majorité des résidents y semblait opposé. Les plus farouches adversaires du renommage menacèrent même de redonner à l'équipe sportive du Kelseyville High School leur ancien nom d'Indians, mais le débat fut éventuellement désamorcé en faveur du statu quo.

## Démographie
Selon le recensement de 2000, Kelseyville comptait alors 2 928 habitants, 1095 foyers et 724 familles. La densité de population était de 350 habitants au km². La localité comptait 1 175 logements pour une densité de 140,5/km².  La composition ethnique était la suivante : 76,98 % blanche, 0,14 % afro-américaine ou noire, 2,66 % amérindienne, 0,89 % asio-américaine, 14,58 % d'autres races, et 4,75 % d'ethnicité mixte. 28,76 % de la population était hispanique ou latino, toutes ethnicités confondues.
Parmi les 1095 foyers, 33,7 % comptaient des enfants de moins de 18 ans, 46,9 % étaient des couples mariés vivant ensemble, 14,8 % comptaient une femme au foyer sans mari présent, et 33,8 % étaient des foyers sans cellule familiale. 27,6 % des foyers étaient constitués d'un individu et 15,8 % comptaient une personne de 65 ans ou plus vivant seule. La taille moyenne du foyer était de 2,66 personnes, et la taille moyenne d'une famille était 3,24 personnes.
28,4 % de la population de la localité avait moins de 18 ans, 7,5 % avaient entre 18 et 24 ans, 26,7 % entre 25 et 44 ans, 20,6 % entre 45 et 64 ans et 16,8 % avaient plus de 65 ans. L'âge médian était 37 ans. La localité comptait 98 hommes pour 100 femmes, et 93,8 hommes pour 100 femmes de 18 ans ou plus.
Le revenu médian par foyer était de 24 363 dollars US, et le revenu médian par foyer de 28 958 USD. Les hommes avaient un revenu médian de 26 758 USD, contre 20 036 pour les femmes. Le revenu par tête était de 15 651 USD. Environ 12,8 % des familles et 15,3 % de la population se situaient sous le seuil de pauvreté, notamment 17,7 % des moins de 18 ans et 11,1 % des plus de 65 ans.
| 2000  | 2010  | - | - | - | - |
| ----- | ----- | - | - | - | - |
| 2 928 | 3 353 | - | - | - | - |

## Économie
Kelseyville est connue essentiellement pour sa production locale de poires (un festival sur ce thème a lieu le dernier samedi de septembre chaque année), mais la superficie consacrée aux poiraies ne cesse de diminuer, remplacées par des vignes, plus lucratives — les nombreux vergers de poiriers et de noyers de la localité et ses environs furent d'ailleurs plantés pour remplacer des vignes devenues obsolètes lors de la Prohibition. Les domaines vitivinicoles de Wildhurst Vineyards, Rosa d'Oro Vineyards, Moore Family Winery, Zoom Vineyards et Big Valley y ont leur siège. Le quartier de Soda Bay, situé sur la rive sud de Clear Lake, a une vocation essentiellement touristique. Plus à l'est, le centre de loisirs Konocti Harbor Resort and Spa inclut notamment un port de plaisance et accueille des concerts et spectacles du printemps à l'automne.
Le centre-ville de la localité, concentré autour de Main Street, a vu depuis le début des années 2000 une revitalisation sous la forme de nouveaux commerces, notamment plusieurs salles de dégustation d'exploitations viticoles de la région.